# Société de capitaux
Une société de capitaux est une société, généralement commerciale, qui est constituée en considération des capitaux apportés par les associés.
Les titres de propriété représentant ces capitaux sont appelés actions et sont librement négociables et transmissibles.
Les associés ne sont en général tenus du passif de la société qu'à concurrence de leurs apports.
Certaines sociétés de capitaux ont eu un statut sui generis de « société civile commerciale », qui les dispensait de publier toute information financière, c'était le cas de la Compagnie de Lens, une « affaire familiale », aux mains du « clan Scrive-Bigo-Danel » et cotée en Bourse de Lille. Toutefois, ce statut de « société civile commerciale » n'existe plus en tant que tel dans le droit français contemporain. Ce concept, qui permettait à certaines sociétés civiles d'exercer des activités commerciales tout en conservant leur forme civile, a été progressivement abandonné au profit d'une distinction plus stricte entre sociétés civiles et sociétés commerciales.
Le terme de société de capitaux, qui s'oppose à celui de société de personnes, résulte d'une distinction théorique qu'il est difficile d'appliquer strictement. En effet, le droit des sociétés est régi par des dispositions légales et réglementaires qui définissent dans chaque état un corpus de normes générales (droit commun des sociétés) et des règles spécifiques à chaque type de société existant (droit spécial des sociétés).
Aussi, en droit français des sociétés par exemple, si l'on peut dire que la société anonyme, la société par actions simplifiée et la société en commandite par actions sont des sociétés de capitaux, et que les sociétés en nom collectif et société en commandite simple des sociétés de personnes, il en va autrement de la société à responsabilité limitée qui se situe à mi-chemin entre ces deux notions.

## Liens  externes
- Notices dans des dictionnaires ou encyclopédies généralistes :   - Den Store Danske Encyklopædi
  - Dictionnaire historique de la Suisse
- Notices d'autorité :   - BnF (données)
  - GND